# Kubni metar u sekundi
Kubni metar u sekundi  je mjerna jedinica za volumni protok. Najčešće se koristi za mjerenje protoka vode. Također može poslužiti i za mjerenje količine eksploatacije raznih materijala poput kamena, pijeska i sl.
1 m3/s je:
- 1000 litara u sekundi